# Ion Chicu
Ion Chicu (Pîrjolteni, 28 de febrero de 1972) es un político moldavo que fue primer ministro de Moldavia desde noviembre de 2019, tras la destitución de Maia Sandu en una moción de censura por parte del Parlamento de Moldavia, hasta el 31 de diciembre de 2020.

## Biografía
Nació el 28 de febrero de 1972 en el pueblo de Pîrjolteni, ubicado en el Distrito de Călărași. Se graduó de la Facultad de Administración de la Academia de Estudios Económicos de Moldavia. En 2005, trabajó como director de la Dirección General de Reformas Estructurales del Ministerio de Economía y Comercio. A mediados de la década de 2000, fue Viceministro de Finanzas de Moldavia. Desde abril de 2008 hasta septiembre de 2009, fue el principal asesor estatal del primer ministro Vasile Tarlev sobre cuestiones económicas y relaciones exteriores. También se desempeñó como presidente del Consejo de Desarrollo Estratégico de la Universidad Estatal de Medicina y Farmacia Nicolae Testemițanu y trabajó como consultor en gestión de finanzas públicas en varios proyectos. En enero de 2018, fue nombrado secretario general del Ministerio de Hacienda y en diciembre de ese año fue designado ministro de Hacienda. Renunció a este cargo durante la crisis constitucional moldava de 2019 que derribó al gabinete de Pavel Filip.
El 14 de noviembre de 2019, el gobierno de la primera ministra Maia Sandu fue derrotado en un voto de censura después de los intentos de cambiar el sistema judicial. Con el apoyo de poco más del 60% de los parlamentarios, fue nombrado primer ministro para reemplazarla. El mismo día anunció que su gobierno "cumpliría todas las obligaciones del estado con los socios externos y las organizaciones financieras internacionales, principalmente el Fondo Monetario Internacional y el Banco Mundial". En el momento de su nombramiento, el presidente Igor Dodon lo describió como "un tecnócrata, un profesional que no ha estado en ningún partido político". Al día siguiente, el presidente Dodon lo presentó al gabinete, que incluía a Victor Gaiciuc como ministro de Defensa y Pavel Voicu como ministro del Interior.
Actualmente está casado y tiene tres hijos.